# Масалов Анатолій Анатолійович
Анатолій Анатолійович Масалов (нар. 17 лютого 1990, Херсонская область, Україна) — український футболіст, півзахисник.

## Життєпис
Вихованець сімферопольського училища олімпійського резерву. У 2003—2007 роках провів за УОР (Сімферополь) у Дитячо-юнацькій футбольній лізі України 76 ігор і забив 6 голів.
Захищав кольори «Титана» з Армянська, херсонського «Кристала», «Сум», алчевської «Сталі», дніпродзержинської «Сталі» та ФК «Полтава».
На початку липня 2016 року став гравцем харківського «Геліоса». З 2017 по 2018 рік виступав за сімферопольську «Таврію».